# تازة أباد فوشازدة (دهشال)
تازة أباد فوشازدة (بالفارسية: تازهآباد فوشازده) هي قرية تقع في إيران في قسم دهشال الريفي. يقدر عدد سكانها بـ 103 نسمة .